# Departamento Capayán
Das Departamento Capayán liegt im Süden der Provinz Catamarca im Nordwesten Argentiniens und ist eine der 16 Verwaltungseinheiten der Provinz.
Es grenzt im Norden an die Departamentos Ambato und Pomán, im Osten an die Departamentos Fray Mamerto Esquiú, Valle Viejo, Ancasti und La Paz und im Westen an die Provinz La Rioja.
Die Hauptstadt des Departamento ist Huillapima.

## Bevölkerung
Nach Schätzungen des INDEC stieg die Einwohnerzahl des Departamento Capayán von 14.137 (2001) auf 15.128 Einwohner im Jahre 2005.

## Städte und Gemeinden
Das Departamento Capayán ist in folgende Orte (Localidades) aufgeteilt:
- Adolfo E. Carranza
- Balde de la Punta
- Capayán
- Chumbicha
- Colonia del Valle
- Colonia Nueva Coneta
- Concepción
- Coneta
- El Bañado
- Huillapima
- Los Ángeles
- Miraflores
- San Martín
- San Pablo
- San Pedro

Außerdem gibt es die nachstehenden Kleinstsiedlungen (Parajes):
| - Agua Blanca - Chañarito - El Descanso - El Médano - El Potrero - El Quemado - El Rosario - La Carreta - La Estrella - La Libertad - La Montoza | - Las Breas - Las Palmas - Los Cano - Los Divisaderos - Los Raigones - Nueva Coneta - Pozo Lindo - Pozo Tigre - Puesto Carrizo - Puesto Nuevo - Puestos Capayan | - Puestos de Concepción - San Gabriel - San Gerónimo - Santa Ana - Sisi Huasi - Telaritos - Trampasacha - Vacas Muertas - Villa Capayán |